# Xenandra vulcanalis
Xenandra vulcanalis is een vlindersoort uit de familie van de prachtvlinders (Riodinidae), onderfamilie Riodininae.
Xenandra vulcanalis werd in 1910 beschreven door Stichel.